# Popravak DNK
Popravak DNK su molekularni mehanizmi koji popravljaju oštećene molekule DNK. Ovi su mehanizmi potrebni jer njima se svakoj stanici i organizmu osigurava genska cjelovitost i vijabilnost. U procesu popravka ulogu imaju enzimi, geni i molekulski procesi.
Popravak je osobito važan zbog oštećenja u molekuli DNK koja zaustavljaju repliciranje kromosoma, jer to ugrožava stanični genom i samu stanicu. Stanica teži očuvati se i zato aktivira više puteva popravka. Neki popravci su potpuni i vraća stanicu u ispravno stanje, a neki popravci skloni su stvaranju pogrešaka. Ova skupina zaobilazi oštećenja i iskazuje toleranciju prema njima. Posljedica je da se ugradi ova nova nukleinska baza i mogući nastanak mutacija.
Popravak DNK se razlikuje kod prokariota i eukariota.
Na oštećenje DNK utječu vanjski i unutarnji čimbenici. Vanjski čimbenici su ionizirajuće zračenje, ultraljubičasto zračenje i razni kemijski agensi, a unutarnji su oštećenja nastala tijekom replikacije DNK, oksidativna oštećenja DNK i spontani gubitak baza.
DNK može biti oštećena na razne načine: to mogu biti krivo sparene baze, apurinska i apirimidinska (AP) mjesta, promijenjene baze, jednolančani lomovi, dvolančani lomovi, unakrižno povezivanje lanaca.
DNK se popravlja raznim mehanizmima. To može biti reverzija oštećenja (kao što je fotoreaktivacija, alkiltransferaze), ekscizijski popravak (bazni i nukleotidni), rekombinacijski popravak (homolognom i nehomolognom rekombinacijom), popravak krivo sparenih baza. Na oštećenje DNK može se javiti stanični odgovor (pr. odgovor SOS kod bakterija koji je opisao i imenovao hrvatski znanstvenik Miroslav Radman 1974.).
Po vremenu popravka, razlikujemo popravke prije, tijekom i poslije replikacije. Kod bakterija, popravci prije replikacije su reverzije oštećenja, tijekom replikacije zaobilazi se oštećenja i postoji mogućnost nastajanja mutacija (odgovor SOS i rekombinacijski popravak), a poslije replikacije popravlja se krivo sparene baze.
Stanje popravka DNK ovisi o mnogim čimbenicima, poput vrste stanica, dobi i izvanstaničnom okružju. Stanica koja je nakupila dostatnu količinu oštećenja ili ako više ne popravlja efektivno štetu nastalu na njenoj DNK može ući u jedan od ovih procesa.
- ireverzibilno stanje spavanja, znano kao biološko starenje
- stanično samouništenje, znano kao apoptoza ili programirana stanična smrt
- nekontrolirana stanična dioba koja može dovesti do tumora koji je kancerozan